# Kill Hannah

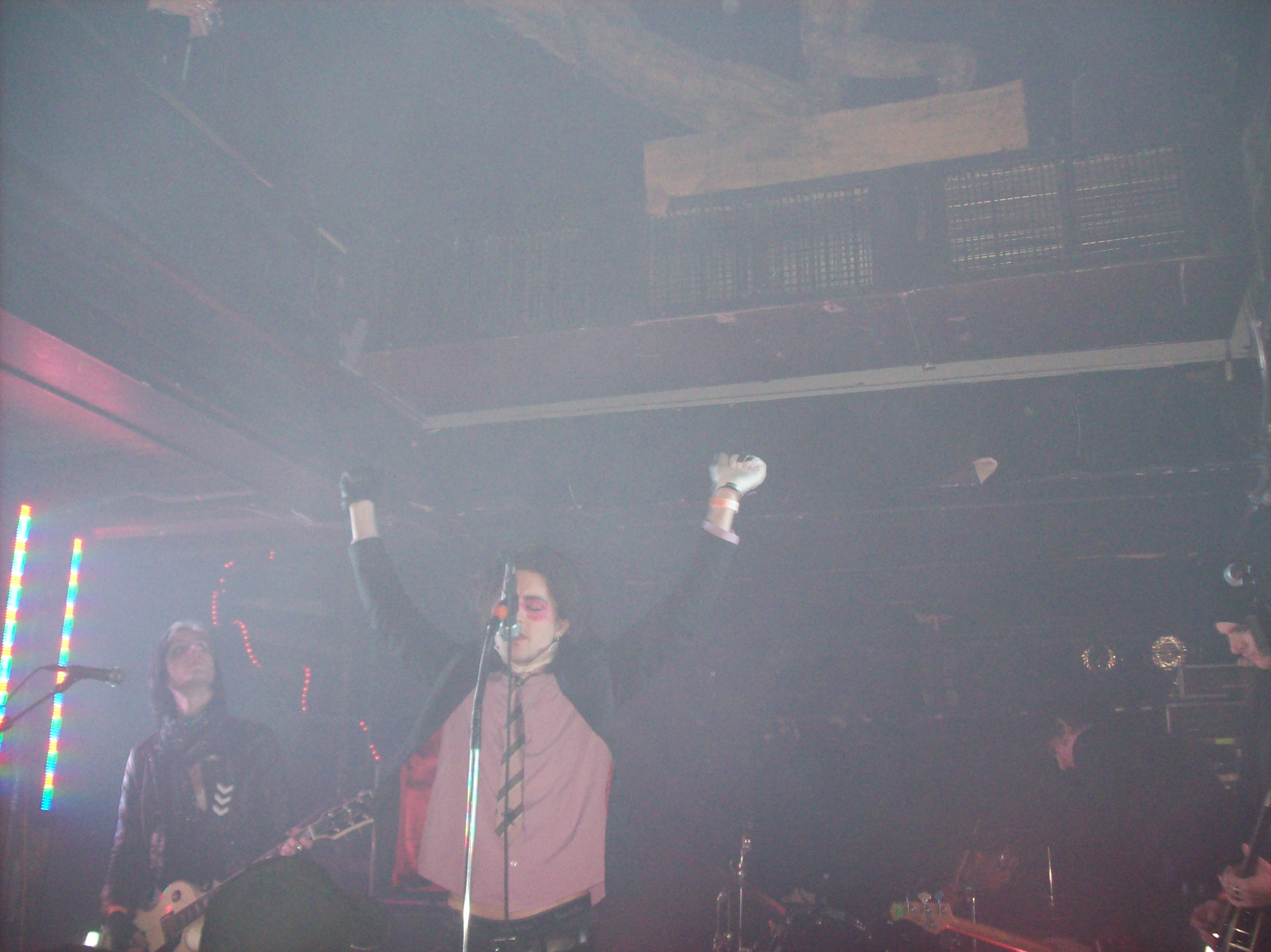
Kill Hannah, 2008

Kill Hannah war eine amerikanische Alternative-Rock-Band aus Chicago, Illinois.

## Bandgeschichte
Kill Hannah wurde 1995 vom Sänger und Songwriter Mat Devine gegründet. Zwischen 1996 und 2003 haben Kill Hannah acht LPs, Singles und EPs veröffentlicht (ohne Plattenfirma).
Die Band verdankt der Ex-Freundin des Sängers Mat Devine ihren Namen. Beide lernten sich an der Illinois State University in Illinois kennen. In dieser Zeit war Mat Mitglied in einer Band namens "In a Jar UK" (er sang und spielte Gitarre). Nach der Trennung von Hannah ließ Mat Sticker mit dem Schriftzug "Kill Hannah" drucken, um diese auf die Platten von "In a Jar UK"-7" zu kleben.
Kill Hannah nahmen ihr Atlantic-Records-Debüt For Never and Ever in Los Angeles im Winter 2003 mit dem Produzenten Sean Beavan (No Doubt, Marilyn Manson, Nine Inch Nails) und Tontechniker Tim Palmer (U2, The Cure, Tears for Fears, HIM) auf. Das Album besteht hauptsächlich aus älteren Songs der Band, die neu aufgenommen wurden, und solchen, die sie zuvor live gespielt hatten. Der Song "Kennedy" wurde im US-Radio oft gespielt, und die Band drehte ein Musikvideo zum Song "Unwanted".
In den Jahren 2003 und 2004 waren Kill Hannah mit Chevelle, HIM, The Sounds, Evanescence, Jane’s Addiction, Everclear, Eve 6, The All-American Rejects, Fuel, P.O.D., The Distillers, Story of the Year, Three Days Grace, Alien Ant Farm, The Buzzcocks, Andrew WK, Trapt, The Rasmus und vielen anderen auf Tour (jeweils nur mit einer Band). Die Single "Kennedy" stieg auf #2 bei "modern rock radio", des Weiteren spielten Kill Hannah den Song in der Fernsehsendung "Last Call With Carson Daly", und der Song kam in weiteren TV-Produktionen vor.
Ende 2002 unterzeichneten Kill Hannah ihren Vertrag bei Atlantic Records. Im Juni 2006 waren Kill Hannah Vorgruppe auf der Tour von Mindless Self Indulgence. Im selben Jahr veröffentlichten sie das Album Until There's Nothing Left Of Us.
Anfang 2008 waren Kill Hannah Vorband von Aiden bei der World By Storm Tour und spielten im Juni bei Rock am Ring und Rock im Park auf der Alternastage.
Im Herbst 2008 kamen sie wieder nach Deutschland und wurden von "My Passion" als Vorband begleitet.

## Bandmitglieder

### Aktuelle Bandmitglieder
- Mat Devine (* 16. April 1974) – Gesang, Gitarre

- Dan Wiese (* 12. Februar 1976) – Gitarre
- Greg Corner (* 21. Juni 1974) – Bass
- Elias Mallin – Schlagzeug
- Michael Maddox – Gitarre (live)

### Ehemalige Bandmitglieder
- Kerry Finerty – Lead-Gitarre, Background-Gesang (Co-Writer von drei Liedern)
- Daniel Wenberg – Schlagzeug (erkrankt)
- Isaac Bender – Gitarre, Keyboard
- Allen Morgenstern – Bass (Co-Writer von drei Liedern)
- James Connelly – Schlagzeug
- Garret Hammond – Schlagzeug
- Jonathan Radtke (* 17. September 1982) – Gitarre

## Diskografie

### LPs
- The Beauty in Sinking Ships (1996)
- Here are the Young Moderns (1998)
- American Jet Set (1999)
- For Never and Ever (2003)
- The Curse of Kill Hannah (eine Art "Best-Of"-Album) (2004)
- Until There's Nothing Left Of Us (2006)
- Hope For The Hopeless (b-sides, rarities & unreleased songs) (2007)
- Until There's Nothing Left Of Us (2008)
- Wake Up The Sleepers (2009)

### EPs
- Honestly Mistaken (noch als "In a Jar UK") (1993)
- Hummingbirds The Size of Bullets (1996)
- Sleeping Like Electric Eels (1996)
- Lovesick (1997)
- Stunt Pilots (1998)
- Welcome to Chicago Motherf**ker (ft. Bullet for my Valentine) (2000)
- Unreleased Cuts 2000/2001 (2001)
- Kennedy (2002)
- Unwanted (2002)
- Lips Like Morphine (2006)
- Wake up the Sleepers (2009)

### DVDs
- Welcome to Chicago (2005)

1. New Heart for X-Mas 6 Limited Edition (December, 2008)
2. Seize The Days (December 2008)

### DJ Remixes
- Boys & Girls (Metrosexual Redux remix by Tommie Sunshine)
- Kennedy (The Boombox United Remix by Matt Skaggs)
- Kennedy (Andy Kubiszewski Remix)
- Kennedy (Derrick L. Carter's B.H.Q. Club Vocal remix)
- Unwanted (Andy Kubiszewski Remix)
- Fischerspooner – The 15th, featuring Kill Hannah. Remixed by Tommie Sunshine